# Рекьян, Эспри
Эспри́ Рекья́н (фр. Esprit Requien; 1788—1851) — французский ботаник, малаколог и палеонтолог.

## Биография
Эспри Рекьян родился 6 мая 1788 года в Авиньоне. С детства интересовался ботаникой, стал одним из первым ботаников, изучавших флору Корсики.
В 1809 году Рекьян стал директором Авиньонского ботанического сада. Рекьян занимался ботаническими и малакологическими исследованиями на горе Ванту. Он содержал один из крупнейших гербариев во Франции, включавший около 300 тысяч образцов растений, в 1840 году передал его обществу Кальве наряду с образцами минералов и окаменелостей, чучелами животных, став его куратором. Коллекция получила название «Музея Рекьяна».
29 мая 1851 года Эспри Рекьян скоропостижно скончался во время одной из ботанических экскурсий на Корсику.
Основной гербарий Рекьяна в настоящее время хранится в Музее Рекьяна в Авиньоне (AV). Письма Рекьяна хранятся в Музее Кальве. Переписка Рекьяна и Жана Батиста Мужо находится в Парижском музее естественной истории.

## Некоторые научные работы
- Requien, E. Catalogue des coquilles de l'île de Corse. — Avignon, 1848. — 109 p.
- Requien, E. Catalogue des végétaux ligneux qui croissent naturellement en Corse. — II. — Avignon, 1868. — 21 p.

## Роды и некоторые виды, названные в честь Э. Рекьяна
- Requienia DC., 1825
- Requienella Fabre, 1883
- Avena requienii Mutel, 1837 [≡ Helictotrichon requienii (Mutel) Henrard, 1940]
- Delphinium requienii DC., 1805
- Juncus requienii Parl., 1852
- Mentha requienii Benth., 1833
- Romulea requienii Parl., 1860
- Silene requienii Otth, 1824